# Stanislas Merhar
Stanislas Merhar (París, 23 de enero de 1971) es un conocido actor francés de origen esloveno. 
Comenzó su carrera cinematográfica con Nettoyage à sec, de Anne Fontaine, película con las que obtuvo un premio César al mejor actor revelación en 1998 y El conde de Montecristo.
Estudió piano durante cinco años.. En 1998 cantó Comédie con la actriz Chiara Mastroianni para el álbum Ensemble contra el SIDA. Esta canción fue escrita por Alain Souchon.

## Filmografía
- 1997: Nettoyage à sec de Anne Fontaine.
- 1999: La Lettre de Manoel de Oliveira.
- 1999: Furia de Alexandre Aja.
- 2000: Franck Spadone de Richard Bean.
- 2000: La Captive de Chantal Akerman.
- 2000: Les Savates du bon Dieu de Jean-Claude Brisseau.
- 2001: Nobel de Fabio Carpi.
- 2001: I Cavalieri che fecero l'impresa de Pupi Avati.
- 2002: Un monde presque paisible de Michel Deville.
- 2002: Merci Docteur Rey d'Andrew Litvack.
- 2003: Courtes Histoires de train court métrage de François Aunay.
- 2003: Adolphe de Benoît Jacquot.
- 2003: L'Enfance de Catherine de Anne Baudry, cortometraje.
- 2005: Un fil à la patte de Michel Deville.
- 2005: Code 68 de Jean-Henri Roger.
- 2006: Comme un chat noir au fond d'un sac de Stéphane Elmadjian.
- 2006: Müetter de Dominique Lienhard.
- 2006: L'Héritage de Géla Babluani, Temur Babluani.
- 2015: L'ombre des femmes
- 2017: Madame
- 2024: Being Maria

Televisión
- 1998: Le Comte de Monte Cristo de Josée Dayan.
- 2001: Zaïde, un petit air de vengeance de Josée Dayan.
- 2004: Milady de Josée Dayan.
- 2008: Dans le lac de Jean-Pierre Mocky.
- 2009: L'Homme aux cercles bleus de Josée Dayan.
- 2023: Liaison de Virginie Brac (creadora) y Stephen Hopkins

## Teatro
- 2007: L'Autre de Florian Zeller, mise en scène de l'auteur, Comédie des Champs-Élysées.
- 2012: Le Lien de Amanda Sthers, Théâtre des Mathurins, Petite salle, París.

## Obras
- Petits poisons (2008), Fayard, 200 p., autobiographie.